# كنيسة القديس بطرس (دانبري، كونيتيكت)
كميسة القديس بطرس هي كنيسة كاثوليكية رومانية في دانبري، كونيتيكت ، وهي جزء من أبرشية بريدجبورت . تعنبر كنيسة القديس بطرس أول كنيسة كاثوليكية تم بناؤها في شمال مقاطعة فيرفيلد. وهي ثالث أقدم أبرشية وخامس أقدم كنيسة رومانية كاثوليكية في أبرشية بريدجبورت. تعتبر كنيسة القديس بطرس في الأصل جماعة ذات أغلبية إيرلندية. ينطلق موكب دانبري السنوي لعيد القديس باتريك أمام كاتدرائية القديس بطرس.  في الفترة الأخيرة، أصبح لدى الرعية عدد كبير من أبناء الرعية من التراث اللاتيني والبرازيلي.

## تاريخ
تعتبر أبرشية القديس بطرس ثالث أقدم أبرشية في أبرشية بريدجبورت خيث تأسست عام 1851.  حدثت أول خدمة كاثوليكية مسجلة في دانبري في عام 1845 . 

## روابط خارجية
- موقع القديس بطرس
- أبرشية بريدجبورت